# Îlot Hienga
L’îlot Hienga est un îlot de Nouvelle-Calédonie appartenant administrativement à Hienghène.

Le site est très connu des amateurs de plongée sous-marine. 